# Noé (película)
Noé (Noah en inglés) es una película épica estadounidense de 2014, dirigida por Darren Aronofsky y escrita por Aronofsky y Ari Handel, basada libremente en la historia bíblica del Arca de Noé del libro del Génesis y del libro de Enoc. Protagonizada por un reparto coral en el que participan, entre otros, Russell Crowe, Anthony Hopkins, Jennifer Connelly, Douglas Booth, Logan Lerman, Emma Watson y Ray Winstone, se estrenó el 28 de marzo de 2014.

## Sinopsis
Hace miles de años, Noé (Russell Crowe) vivía con su esposa Naamá (Jennifer Connelly) y sus tres hijos: Sem, Cam y Jafet. 
Una noche tuvo un sueño: toda la Tierra se inundaba y él era el único que conseguía sobrevivir. Preocupado, decidió ir en busca de su longevo abuelo Matusalen (Anthony Hopkins) para obtener respuestas y éste le confirmó que era el elegido para una misión de El Creador: debía construir un Arca para albergar a su familia y a una pareja de cada especie animal, dado que iba a producirse un diluvio que extinguiría a la raza humana. 
Decidido, Noé y su familia empiezan a construir el arca, pero no lo tendrán fácil: su cuñado Tubalcaín (Ray Winstone) lidera a un grupo de hombres que han perdido la fe y quieren cobijo dentro de ella.

## Argumento detallado
Cuando era pequeño, Noé fue testigo de la muerte de su padre, Lamec, por un joven Tubalcaín. 
Años más tarde, Noé (Russell Crowe) vive con su esposa Naamá (Jennifer Connelly) y sus tres hijos: Sem, Cam y Jafet. Después de ver una flor crecer instantáneamente del suelo y ser perseguida por los sueños de una gran inundación, Noé y su familia deciden ir en busca de su abuelo Matusalén (Anthony Hopkins) para obtener respuestas a lo que está ocurriendo.
Durante la travesía, se encuentran con un grupo de cadáveres y, en medio de todos ellos, a la única superviviente: una niña llamada Ila, que tiene una herida en el abdomen. Una herida que, al parecer, le impedirá quedarse embarazada. Ante la llegada de un grupo de hombres, que Noé interpreta como los causantes de la masacre, la familia decide rescatar a Ila e huir del lugar mientras son perseguidos.
En la huida llegan al límite de la tierra en la que habitan los "Vigilantes", ángeles que desobedecieron a Yavhé y que fueron castigados por ello: desde entonces, se fusionaron con el barro y las rocas y están confinados en la Tierra. También allí vive el hombre más anciano del mundo.
Matusalén, tras oír el sueño de su nieto, le da una semilla del Edén y le dice que fue elegido por una razón. Al regresar a su tienda esa noche, Noé planta la semilla en el suelo. Los Vigilantes llegan a la mañana siguiente y debaten si deben ayudar a Noé hasta que ven brotar un chorro de agua del lugar donde Noé plantó la semilla. Después de que un bosque crezca instantáneamente, los Vigilantes acuerdan ayudar a Noé y su familia a construir un arca.
Después de que los pájaros vuelen al arca, Tubalcaín llega con sus seguidores y se enfrenta a Noé. Noé desafía a Tubalcaín y comenta que no hay escapatoria para la línea de Caín. Tubalcaín se retira y decide construir armas para derrotar a los Vigilantes y tomar el arca. Cuando el arca se acerca a su finalización, los animales de varias especies entran al arca y son sedados con incienso.
Con Ila enamorada de Sem, Noé va a un asentamiento cercano para encontrar esposas para Cam y Jafet, pero al ver la barbarie de la gente, abandona su esfuerzo y comienza a creer que el Creador quiere que toda la humanidad muera. Él le dice a su familia que no buscará esposas para sus hijos menores. Después del diluvio, serán los últimos humanos.
Devastado ante la idea de estar solo toda su vida, Cam corre hacia el bosque. Naamá le ruega a Noé que lo reconsidere, pero cuando no lo hace, ella va a Matusalén en busca de ayuda. Ila se encuentra con Matusalén, que cura su infertilidad. Cam, en busca de una esposa por su cuenta, se hace amigo de la refugiada Na'el.
Tras comenzar a llover, Tubal-caín incita a sus seguidores a correr hacia el arca. Noé encuentra a Cam en el bosque y lo obliga a salvarse y deja a Na'el  sola y atrapada  en una trampa para animales, posteriormente la chica muere al ser aplastada por el ejército de Tubal-caín. La familia de Noé entra al arca, excepto Matusalén, que permanece en el bosque y es arrastrado por las aguas torrenciales. Los Vigilantes luchan contra Tubal-caín y su multitud de seguidores, sacrificándose y ascendiendo al cielo, su recompensa por proteger a Noé. A medida que la inundación ahoga a los humanos restantes, un Tubal-caín herido se sube al arca y solicita la ayuda de Cam, aprovechándose de su ira hacia Noé por haber permitido que Na'el muriera.
Ila descubre que está embarazada y se lo dice a Noé, que ruega al Creador que deje vivir a la descendencia. Cuando cesan las lluvias, Noé lo interpreta como que debe garantizar la extinción de los humanos y, contra las protestas de su esposa, resuelve que, si el chico es una chica, la matará. Pasan los meses, e Ila y Sem construyen una balsa para escapar de la decisión de Noé, pero Noé la descubre y la quema. Entonces Ila comienza a sentir dolores de parto y da a luz a mellizas. Después de que Cam llame a Noé diciéndole que las bestias están despiertas y se comen unas a otras, Tubal-caín emerge e intenta golpear a Noé. Noé y Tubalcaín se enzarzan en la lucha. Sem le promete a Ila que Noé no dañará a sus hijas y va a detenerlo. Ataca a Noé cuando Tubalcaín cae al suelo solo para ser noqueado. Tubalcaín finalmente empuja a Noé hasta el borde de la balsa, pero Cam lo mata con una daga antes de que pueda tirar a Noé al océano. Noé se levanta y encuentra a Ila y a las bebés; empeñado en matar a las pequeñas, después de mirar a sus nietas y solo sentir amor por ellas, las salva.
Al salir del arca en la nueva tierra, un avergonzado Noé se aísla en una cueva cercana, haciendo vino para ahogar sus penas. Cam, contemplando su decepción por el estado actual de borrachera y desnudez de su padre, deja a sus parientes para emprender la vida con su propia familia. Tras reconciliarse a instancias de Ila, Noé encarga a la familia restante el comienzo de una nueva raza humana y todos son testigos de oleadas de inmensos arcoíris celestes, como símbolos de las bendiciones del Creador.

## Reparto
- Russell Crowe como Noé.
- Jennifer Connelly como Naamá, una descendiente de Cain, prima y esposa de Noé.
- Anthony Hopkins como Matusalén, abuelo de Noé.
- Douglas Booth como Sem, hijo de Noé.
- Logan Lerman como Cam, hijo de Noé.
- Leo McHugh Carroll como Jafet, hijo de Noé.
- Emma Watson como Ila, hija adoptiva de Noé.
- Kevin Durand como Og, un vigilante que ayuda a Noé.
- Dakota Goyo como un joven Noé.
- Ray Winstone como Tubalcaín, un descendiente de Cain, hermano de Naamá, primo y némesis de Noé.
- Marton Csokas como Lamech, padre de Noé.
- Madison Davenport como Na'el, novia de Cam.
- Nick Nolte como Samyaza, líder de los vigilantes.
- Mark Margolis como Magog, vigilante.
- Frank Langella como Azazel, un vigilante.
- Griffin Gluck como un joven Sem.
- Skylar Burke como una joven Ila.

## Producción
Desde los 13 años, Aronofsky, que es de origen judío, se sintió atraído por este relato del Génesis en el cual ve a Noé como un personaje oscuro y un superviviente culpable del diluvio. En palabras del director: [cita requerida]

"Noé fue el primer ecologista. La primera persona en plantar viñedos, beber vino y emborracharse. Me quedé de piedra al retroceder y ver lo sucias que son algunas de aquellas historias. No son para todos los públicos de ninguna manera. Son todas sobre acostarte con la hermana de tu hermano que te da un hijo que no conoces. Ese tipo de material censurado en nuestra educación religiosa."

Fue durante la preproducción de La fuente de la vida que comenzó a trabajar en el guion.
El proyecto comenzó a gestarse luego del estreno de Black Swan cuando se tenía la idea de crear una novela gráfica de lo cual se han presentado algunos dibujos. Para marzo de 2012 se confirma la realización del filme.
En la producción predominan los efectos especiales sobre todo para dar vida a los animales, que son hechos por ordenador. Aronofsky señaló: “Recorrimos todo el reino animal y encontramos las figuras que queríamos: paquidermos, algunos roedores, reptiles y aves. Seleccionamos las especies, a las que les dimos vida y color. Deseábamos plasmar algo que no fuese fácil, pero que tampoco pareciese absurdo o irreal.”

## Premios y nominaciones
| Premio/Festival        | Ceremonia              | Categoría                | Nominados                                        | Resultado |
| ---------------------- | ---------------------- | ------------------------ | ------------------------------------------------ | --------- |
| Premios Globo de Oro   | 12 de enero de 2015    | Mejor canción original   | Lenny Kaye y Patti Smith                         | Nominado  |
| People's Choice Awards | 7 de enero de 2015     | Mejor película dramática | Noé                                              | Nominado  |
| Premios Satellite      | 1 de diciembre de 2014 | Mejores efectos visuales | Ben Snow, Burt Dalton, Dan Schrecker y Marc Chu' | Nominado  |
| Premios Satellite      | 1 de diciembre de 2014 | Mejor dirección de arte  | Debra Schutt y Mark Friedberg                    | Nominado  |
| Premios Satellite      | 1 de diciembre de 2014 | Mejor sonido             | Craig Henighan, Ken Ishii y Skip Lievsay         | Nominado  |
| Premios Satellite      | 1 de diciembre de 2014 | Mejor vestuario          | Michael Wilkinson                                | Nominado  |
| Teen Choice Awards     | 10 de agosto de 2014   | Mejor actor dramático    | Russell Crowe                                    | Nominado  |
| Teen Choice Awards     | 10 de agosto de 2014   | Mejor actriz dramática   | Emma Watson                                      | Nominada  |